# SuperCup Women
La SuperCup Women è una competizione di pallacanestro internazionale per club femminili, tra la vincitrice dell'EuroLeague Women e la vincitrice dell'EuroCup Women.
Viene organizzata annualmente da FIBA Europe dal 2009.

## Storia
La competizione ha debuttato nel 2009, per iniziativa di Shabtai von Kalmanovic, proprietario dello Spartak Mosca per imitare l'equivalente sfida UEFA del calcio.
Nel 2012 non fu disputata in quanto la Dinamo Kursk non era motivata ad incontrare la sola finalista dell'Eurolega Rivas Ecópolis, dopo la defezione della vincitrice Ros Casares Valencia che abbandonò l'attività agonistica.
L'edizione del 2015 si è disputata nel formato delle Final Four tra le finaliste dell'Eurolega e dell'Eurocoppa.

## Albo d'oro
| Anno | Luogo             | Vincitore                     | Finalista                 | Punteggio     | Terzo                | Quarto        | Punteggio     |
| ---- | ----------------- | ----------------------------- | ------------------------- | ------------- | -------------------- | ------------- | ------------- |
| 2009 | Vidnoe            | Spartak Regione di Mosca (EL) | Galatasaray Istanbul (EC) | 92-59         | gara singola         | gara singola  | gara singola  |
| 2010 | Amarousio         | Spartak Regione di Mosca (EL) | Athīnaïkos (EC)           | 70-61         | gara singola         | gara singola  | gara singola  |
| 2011 | Salamanca         | Perfumerías Avenida (EL)      | Elitzur Ramla (EC)        | 95-72         | gara singola         | gara singola  | gara singola  |
| 2012 | Non disputata     | Non disputata                 | Non disputata             | Non disputata | Non disputata        | Non disputata | Non disputata |
| 2013 | Ekaterinburg      | UMMC Ekaterinburg (EL)        | Dinamo Mosca (EC)         | 72-63         | gara singola         | gara singola  | gara singola  |
| 2014 | Non disputata     | Non disputata                 | Non disputata             | Non disputata | Non disputata        | Non disputata | Non disputata |
| 2015 | Braine-l'Alleud   | ZVVZ USK Praga (EL)           | UMMC Ekaterinburg (FEL)   | 93-91         | Castors Braine (FEC) | ESBVA-LM (EC) | 71-67         |
| 2016 | Villeneuve-d'Ascq | UMMC Ekaterinburg (EL)        | ESBVA-LM (FEC)            | 66-63         | gara singola         | gara singola  | gara singola  |
| 2017 | Kursk             | Dinamo Kursk (EL)             | Yakın Doğu (EC)           | 84-73         | gara singola         | gara singola  | gara singola  |
| 2018 | Ekaterinburg      | UMMC Ekaterinburg (EL)        | Galatasaray Istanbul (EC) | 79-40         | gara singola         | gara singola  | gara singola  |
| 2019 | Ekaterinburg      | UMMC Ekaterinburg (EL)        | Nadezhda Orenburg (EC)    | 87-67         | gara singola         | gara singola  | gara singola  |
| 2020 | Non disputata     | Non disputata                 | Non disputata             | Non disputata | Non disputata        | Non disputata | Non disputata |
| 2021 | Valencia          | Valencia B.C. (EC)            | UMMC Ekaterinburg (EL)    | 75-68         | gara singola         | gara singola  | gara singola  |
| 2022 | Bourges           | C.J.M. Bourges (EC)           | Sopron (EL)               | 65-44         | gara singola         | gara singola  | gara singola  |
| 2023 | Lione             | Fenerbahçe (EL)               | Lyon ASVEL (EC)           | 109-52        | gara singola         | gara singola  | gara singola  |
| 2024 | Istanbul          | Fenerbahçe (EL)               | Beşiktaş (FEC)            | 79-63         | gara singola         | gara singola  | gara singola  |

Legenda:
(EL) : vincitrice dell'Eurolega; (EC) : vincitrice dell'Eurocoppa; (FEL) : finalista dell'Eurolega; (FEC) : finalista dell'Eurocoppa.

## Vittorie per squadra
| Squadra                  | Vittorie | Secondi posti | Anni (vittorie)        | Anni (secondi posti) |
| ------------------------ | -------- | ------------- | ---------------------- | -------------------- |
| UMMC Ekaterinburg        | 4        | 2             | 2013, 2016, 2018, 2019 | 2015, 2021           |
| Spartak Regione di Mosca | 2        | –             | 2009, 2010             | –                    |
| Fenerbahçe               | 2        | –             | 2023, 2024             | –                    |
| Perfumerías Avenida      | 1        | –             | 2011                   | –                    |
| ZVVZ USK Praga           | 1        | –             | 2015                   | –                    |
| Dinamo Kursk             | 1        | –             | 2017                   | –                    |
| Valencia B.C.            | 1        | –             | 2021                   | –                    |
| C.J.M. Bourges           | 1        | –             | 2022                   | –                    |
| Galatasaray Istanbul     | –        | 2             | –                      | 2009, 2018           |
| Athīnaïkos               | –        | 1             | –                      | 2010                 |
| Elitzur Ramla            | –        | 1             | –                      | 2011                 |
| Dinamo Mosca             | –        | 1             | –                      | 2013                 |
| ESBVA-LM                 | –        | 1             | –                      | 2016                 |
| Yakın Doğu               | –        | 1             | –                      | 2017                 |
| Nadezhda Orenburg        | –        | 1             | –                      | 2019                 |
| Sopron                   | –        | 1             | –                      | 2022                 |
| Lyon ASVEL               | –        | 1             | –                      | 2023                 |
| Beşiktaş                 | –        | 1             | –                      | 2024                 |